# Bernoulli-Euler-Gesellschaft
Die Bernoulli-Euler-Gesellschaft (BEG) ist eine 2014 in Basel gegründete gemeinnützige Gesellschaft, welche die Lebensleistungen der berühmten Basler Gelehrten Leonhard Euler und der Familie Bernoulli öffentlich vermittelt. Die BEG gehört der Akademie der Naturwissenschaften Schweiz (SCNAT) an. Das BEG unterstützt die Arbeit des Bernoulli-Euler-Zentrum (BEZ), welches ein interdisziplinäres und interfakultäres Dokumentations- und Forschungszentrum in der Universitätsbibliothek Basel unterhält. Entscheidungen über bestimmte Projekte und Aktivitäten trifft ein wissenschaftliches Gremium, die Bernoulli-Euler-Kommission (BEK), welche ein Organ der BEG darstellt.
Präsident der BEG ist seit seiner Gründung der Mathematiker Hanspeter Kraft.

## Geschichte und Profil
Die Bernoulli-Euler-Gesellschaft wurde am 27. November 2014 mit Sitz in Basel begründet. Seit Anfang 2018 ist sie eine Mitgliedsgesellschaft der Akademie der Naturwissenschaften Schweiz (SCNAT). Seit 2022 führt die BEG den Auftrag der ehemaligen Euler-Kommission weiter.
Die BEG initiiert und unterstützt diverse Projekte im Umfeld der Basler Gelehrten Euler und den Bernoulli. Der Vorstand besteht inklusive des Präsidenten aus fünf Personen.
Ziel der Gesellschaft ist es, in einem weiteren Zusammenhang zu den Gelehrten Euler und den Bernoulli Briefwechsel und Notizbücher, Werk-Editionen, Biographien von Gelehrten aus dem Umfeld von Euler und den Bernoulli sowie Themen aus der Geschichte der Editionen herauszubringen. Die redaktionelle Arbeit hierfür wird durch ein Redaktionskomitee wahrgenommen, das sich aus Mitgliedern vom Direktorium des BEZ und dem Vorstand der BEG zusammensetzt. Weiterhin ist der Gesellschaftszweck neben der Quellenerschließung und Publikation die Lebensleistung der Gelehrten der Öffentlichkeit näher zu bringen und die wissenschaftshistorische Forschung zu stärken. Die Urheberrechte für die Veröffentlichungen liegen bei den Autoren, die mit der BEG eine Publikationsvereinbarung treffen. Die Beiträge erscheinen unter der Creative Commons 4.0-Lizenz CC BY-NC-SA. Die Beiträge werden in LaTeX erfasst und folgen einer definierten einheitlichen Struktur.